# Udeoides nigribasalis
Udeoides nigribasalis là một loài bướm đêm trong họ Crambidae.